# Esther Pak

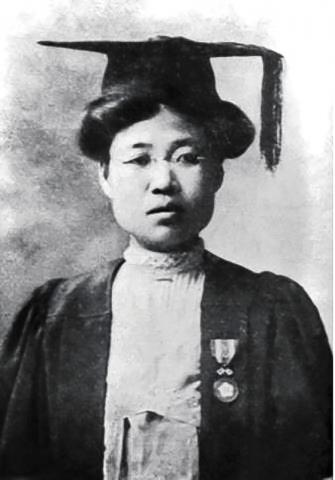
Esther Pak im Jahr 1909

Esther Pak (Koreanisch:에스더 박), auch Esther Kim Park, geboren als Kim Jeom-dong bzw. Kim Cheom-dong (Koreanisch: 김점동; Hanja: 金點童) (* 16. März 1876 bzw. 1877 in Seoul; † 13. April 1910) war eine koreanische Sozialreformerin, Missionarin und Ärztin. Als erste Frau praktizierte sie in ihrer Heimat westliche Medizin und behandelte im Auftrag der christlichen Mission Tausende Patienten unentgeltlich. Zudem war sie die erste Koreanerin, die nach ihrer Konversion zum Christentum nach westlichem Ritus heiratete.

## Leben

### Kindheit und Jugend
Esther Pak wurde unter dem Namen Kim Jeom-dong in Seoul als eine von vier Töchtern geboren. Ihr Vater arbeitete ab ca. 1885 für Henry Appenzeller, einen Missionar der amerikanischen methodistischen Kirche. Im Korea des 19. Jahrhunderts symbolisierte das Christentum Fortschritt in Naturwissenschaften, Technologie und Aufklärung, weshalb Kim als einer der ersten Koreaner zum christlichen Glauben übertrat. Als die Missionarin Mary Scranton 1886 eine Schule für koreanische Mädchen eröffnete, die Vorläuferin der Ewha Womans University, schickte er seine Tochter dorthin, womit sie zur vierten Schülerin des neuen Instituts wurde. Laut der Missionsärztin Rosetta Sherwood Hall war Jeom-dong verantwortlich für die erste koreanische Gebetsgemeinschaft für Frauen, da sie ihre Mitschülerinnen und Lehrerinnen zu gemeinsamen Gebeten in ihr Zimmer einlud.
Am 25. Januar 1891 ließ sie sich offiziell taufen und nahm für den Rest ihres Lebens den christlichen Namen Esther an. In der Schule stellte sie sich schnell als wissbegieriges, gescheites Mädchen mit großem Interesse in den Naturwissenschaften und einer Begabung für Sprachen heraus. Bereits als Halbwüchsige fungierte sie als Übersetzerin für Mary Scranton und Rosetta Sherwood Hall. Die beiden Missionarinnen hatten bemerkt, dass die strikte konfuzianische Geschlechtertrennung in Korea Frauen oft davon abhielt, einen Arzt aufzusuchen, insbesondere bei gynäkologischen Erkrankungen. Als einzige Lösung für dieses Dilemma sahen sie die Ausbildung von Frauen zu Ärztinnen. Daher unterrichtete Hall Esther als medizinische Assistentin und Krankenpflegerin. Nachdem sie Hall bei der operativen Korrektur einer Lippen-Kiefer-Gaumenspalte assistiert hatte, entschloss sich die junge Frau zur Aufnahme eines Medizinstudiums.

### Ausbildung

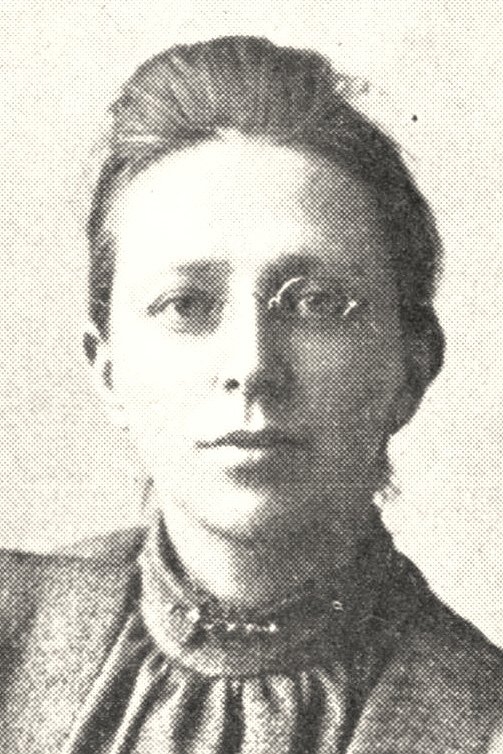
Rosetta Sherwood Hall, Missionsärztin und Esther Parks Lehrerin

Rosetta Hall sicherte Esther ein Stipendium in den Vereinigten Staaten, allerdings erhob ihre inzwischen verwitwete Mutter Einspruch dagegen, dass ihre unverheiratete Tochter allein auf Reisen ging. Durch Halls Vermittlung lernte Esther Pak Yu-san (mitunter auch Park Yeo-seon; Koreanisch: 박여선) kennen, der ebenfalls zum Christentum konvertiert war und sie in ihren Bemühungen, Ärztin zu werden, vollkommen unterstützte. Die beiden heirateten am 24. Mai 1893, woraufhin sie seinen Namen annahm und sich zukünftig entsprechend der westlichen Traditionen Esther Pak nannte. Es war Koreas erste Trauung nach westlichem Ritus. Sie und ihr Mann begleiteten die Halls nach Pjöngjang, wo die Missionare ein modernes, westliches Krankenhaus eröffnet hatten. Gemeinsam mit den Halls kümmerte sich Pak um die zahlreichen Verletzten des Japanisch-Chinesischen Krieges.
Das Paar begleitete Hall, als diese im Jahr 1895 nach dem Tod ihres Mannes in die Vereinigten Staaten zurückkehrte. In Liberty im Bundesstaat New York besuchte Esther Pak zunächst eine öffentliche Schule, wo sie in Latein, Physik und Mathematik unterrichtet wurde. Nebenbei arbeitete sie in einem Kinderkrankenhaus, um Geld zu verdienen. Einer Quelle zufolge erlernte sie anschließend in einer Schwesternschule für ein Jahr Krankenpflege. Am 1. Oktober 1896 schrieb sie sich als erste Koreanerin schließlich an der Baltimore Women's Medical School ein, als eine der jüngsten Studentinnen.
Laut Paks eigenen Aussagen war es der größte Wunsch ihres Mannes, dass sie Ärztin werden sollte. Um seine Frau zu unterstützen, erlernte er in Amerika die englische Sprache und nahm mehrere Stellen an, um für ihren gemeinsamen Unterhalt zu sorgen. Zeitgenössischen Angaben zufolge belegte er ebenfalls medizinische Kurse, um Arzt zu werden. Im Jahr 1899 erkrankte er jedoch während seiner Tätigkeit als Landarbeiter an Tuberkulose und starb unerwartet.
Während ihres Aufenthalts in Amerika hielt Pak mindestens eine verbürgte Rede, wie dringend Korea Missionare brauchte. Die Arbeit mit Hall hatte ihr gezeigt, wie schlecht es in Korea um die medizinische Versorgung der Frauen und Armen bestellt war. In der Missionsarbeit, die ihr die Möglichkeit einer Ausbildung gegeben hatte, sah sie eine Lösung für dieses Problem. Am 14. Mai 1900 schloss Esther Pak als erste Koreanerin ihr Medizinstudium erfolgreich ab und erlangte den Doktortitel.

### Ärztin und Sozialreformerin
Kurz nach ihrem Abschluss kehrte Pak nach Korea zurück und zog nach Bogu Yeogwan (Koreanisch: 보구 여관), wo sie im Auftrag der Women's Foreign Missionary Society der methodistischen amerikanischen Kirche in Koreas erstem Krankenhaus für Frauen praktizierte. Als Ärztin war Pak in ihrer Heimat außerordentlich erfolgreich. Ihr wird nachgesagt, innerhalb ihrer ersten zehn Monate über 3000 Patienten behandelt zu haben. Während eines Choleraausbruchs im Jahr 1902 stellte sie fest, dass viele ungebildete Landsleute glaubten, mit Katzenbildern an ihren Toren die Krankheit fernzuhalten. Pak begann sie über Hygiene und Präventionsmaßnahmen aufzuklären, was die Verbreitung der Krankheit eindämmte.
1903 gesellte sie sich zu ihrer ehemaligen Lehrerin Rosetta Sherwood Hall in Pjöngjang und machte sich rasch einen Namen als kompetente Chirurgin, so dass es unter ihren Landsleuten mitunter hieß, sie besäße Zauberkräfte. Sie unterstützte Hall im Aufbau einer Krankenpflegeschule, um Nachwuchskräfte zu rekrutieren und unterrichtete in der ebenfalls von Hall gegründeten Schule für Gehörlose. Innerhalb dieses Jahres reiste sie zu Pferd fast 400 Kilometer weit in die entlegensten Provinzen, um in abgeschiedenen Siedlungen und Dörfern Patientinnen zu behandeln.
Besonders wichtig war Pak Bildung und bessere soziale Stellung der Frau in Korea. Im Zuge ihrer Tätigkeit als Missionarin predigte sie zum einen das Christentum und ermutigte gleichzeitig Frauen und Mädchen zum Studium. Zu diesem Zweck nutzte sie ihre Kenntnis der englischen Sprache und übersetzte verschiedene westliche Werke und Texte ins Koreanische. Auf diese Weise und durch öffentliche Auftritte verbreitete sie grundlegendes Wissen über Hygiene und Krankenpflege. In Anerkennung ihrer Verdienste erhielt Esther Pak von Kaiser Gojong eine Silbermedaille.
Am 28. April 1909 wurden Esther Paks Leistungen auf einem großen Fest im Gyeonghuigung gewürdigt. Gemeinsam mit zwei anderen Universitätsabgängerinnen – Ha Ran-sa mit einem amerikanischen Literaturstudium und Yun Jeon-wong mit einem japanischen Musikstudium – erhielt Pak in einer feierlichen Zeremonie vor über 7800 Gästen eine Auszeichnung von der Women's Education Association und der Women's Planning Association. Laut Rosetta Hall stammt Paks einziges überliefertes Foto von dieser Zeremonie.
Im Verlaufe ihrer Arbeit infizierte Esther Pak sich schließlich mit Tuberkulose. Sie starb im Alter von 34 Jahren am 13. April 1910. Rosetta Hall beklagte ihren Tod mit den Worten: „Wer wird ihre Arbeit übernehmen? Eine Arbeit, die inzwischen so überwältigend ist, dass sie unmöglich von ein paar ausländischen Ärztinnen geschultert werden kann!“

## Posthume Würdigungen
2006 wurde Esther Pak von der Korean Academy of Science and Technology in die Korean Science and Technology Hall of Fame aufgenommen.
2008 stiftete die Ewha School of Medicine den Esther Park Award für Wissenschaftlerinnen und Ärztinnen.